# Харлем шејк
Харлем шејк је интернет мем у облику видеа у коме група људи плеше уз кратак одломак из песме „Харлем шејк“. Као мем, видео су реплицирали многи људи, користећи исти концепт, што је довело до тога да је постао виралан почетком фебруара 2013. године  са хиљадама видео снимака „Харлем шејка“ који су направљени и постављени на Јутјуб сваког дана на висини његове популарности.
Упркос свом имену, мем заправо не укључује учеснике који изводе оригинални Харлем шејк плес, улични и хип хоп плес који је настао у Харлему 1980-их година у Њујорку; уместо тога, мем обично приказује учеснике који изводе млатарање или грчевите покрете. Форма мема је успостављена у видео снимку који је 2. фебруара 2013. поставио Јутјуб личност Џорџ Милер на свом каналу. Тиме покренуо је вирусни тренд људи који постављају своје видео снимке „Харлем Шејк“ на Јутјуб.

## Концепт
Видео снимци обично трају око 30 секунди и садрже одломак песме "Харлем шејк" из 2012. године америчког музичког продуцента и ди-џеја Бауера. Бауерова песма почиње уводом од 15 секунди, дропом баса затим 15 секунди басом и риком лава на крају првих 30 секунди. Обично, видео почиње тако што једна особа (често са кацигом или маском) плеше уз песму сама 15 секунди, окружена другим људима који не обраћају пажњу или наизглед нису свесни појединца који плеше. Када падне бас, видео се прекида тако да цела група плеше до краја видеа. Поред тога, у другој половини видеа, људи често носе или минимум одеће или необичне одеће или костиме док рукују чудним реквизитима.

### Стварање
"Харлем шејк" је први пут представљен као уводни сегмент у видеу јапанских комичара Џорџа Милера и Соње Фетине. Пет тинејџера из Аустралије, реплицирали су овај сегмент у сопственом видеу, који је брзо стекао популарност. Како је све више људи реплицирало оригинални видео и постављало сопствене верзије, Харлем шејк је брзо постао интернет мим.
Дана 10. фебруара 2013. стопа отпремања Харлем Схаке видео снимака достигла је 4.000 дневно, или један на сваких 21,6 секунди. Од 11. фебруара, око 12.000 верзија популарног интернет мема је постављено на Јутјуб, прикупивши преко 44 милиона јединствених прегледа. До 15. фебруара је отпремљено око 40.000 видео снимака о спинофф-у Харлем шејка, који су генерисали преко 700 милиона прегледа.
Харлем Схаке је достигао границу од милијарду прегледа 24. марта 2013, само 40 дана након првог отпремања. Од дана када је први видео постављен до 1 милијарде прегледа, видео снимци су акумулирали у просеку више од 20 милиона прегледа дневно.
Његова популарност се проширила у многим земљама, укључујући САД, УК, Канаду, Аустралију, Немачку, Русију и већи део Европе, Кину, Индију, Латинска Америка, Уједињени Арапски Емирати  и Јамајка.
Гинисов светски рекорд за највећу групу која је извела Харлем шејк је постављен 2013. године са 3.444 људи који су учествовали, а изведена је у Троју, Њујорк 11. фебруара 2013.
Бројни коментатори су упоредили Харлем шејк са "Гангнам Стајл". Али пословни магазин Форбс је истакао да је, за разлику од корејског хита и других запажених хитова из 2012, Харлем шејк је више мем, јер је велики број група и појединаца поставио варијанте плеса.

## Запажена извођења
Различите групе које су снимале видео снимке себе како раде Харлем шејк укључивале су особље Касно вече са Џимијем Фалоном, ескадриле норвешке војске; кошаркаши Далас Маверикса, и Мајами Хита ,  ИМГ Академи играчи америчког фудбала, фудбалски тим Небраска  и фудбалски тим ЛСУ Тајгерс, рагби савези, фудбалски клубови из Манчестер ситија, Свонси Ситија, Фулама, Јувентуса, Кристал Паласа, и ФК Камбура.
Дана 22. фебруара у Тел Авиву, 70.000 људи је плесало током „уличне забаве пре Пурима“.
Дана 1. марта 2013, Фокс је поставио „Хомер шејк“ на Јутјуб, анимирани видео где су чланови породице Симпсон плесали уз истоимену песму.
Дана 23. марта 2013. године, Никелодион је направио сопствену верзију Харлема на додели награда за децу.
Харлем шејк је такође изведен у деветнаестој епизоди четврте сезоне Фокс ТВ серије Гли.

### Као политичка изјава
Крајем фебруара 2013. стотине демонстраната скандирало је „Одлази! Одлази!" док су изводили Харлем Схаке испред седишта египатског председника Мохамеда Морсија. У издвојеном инциденту, људи су снимљени како раде Харлем Шејк испред пирамида. Четири студента фармације ухапшена су претходне недеље због кршења закона о пристојности изводећи плес у доњем вешу.
У Тунису, након што су ученици у богатом предграђу Туниса снимили видео Харлем Шејк у којем пародирају салафисте и заливске емире, министарство образовања суспендовало је директора школе. Активисти су хаковали веб страницу Министарства, а према неким извештајима дошло је до сукоба између салафиста и студената који су желели да изведу плес негде другде у земљи.
У Сједињеним Државама, тим задужен за реизбор тадашњег лидера мањине у Сенату Меконела поставио је сопствени видео Харлем Шејк као део његове кампање за освајање шестог мандата у Дому на изборима 2014. године.